# ムフン県
ムフン県(フランス語：Mouhoun)はブルキナファソ西部のブクル・デュ・ムウン地方の県。
2013年の人口は約29.8万人。
県都はデドゥグ。

## 行政区画

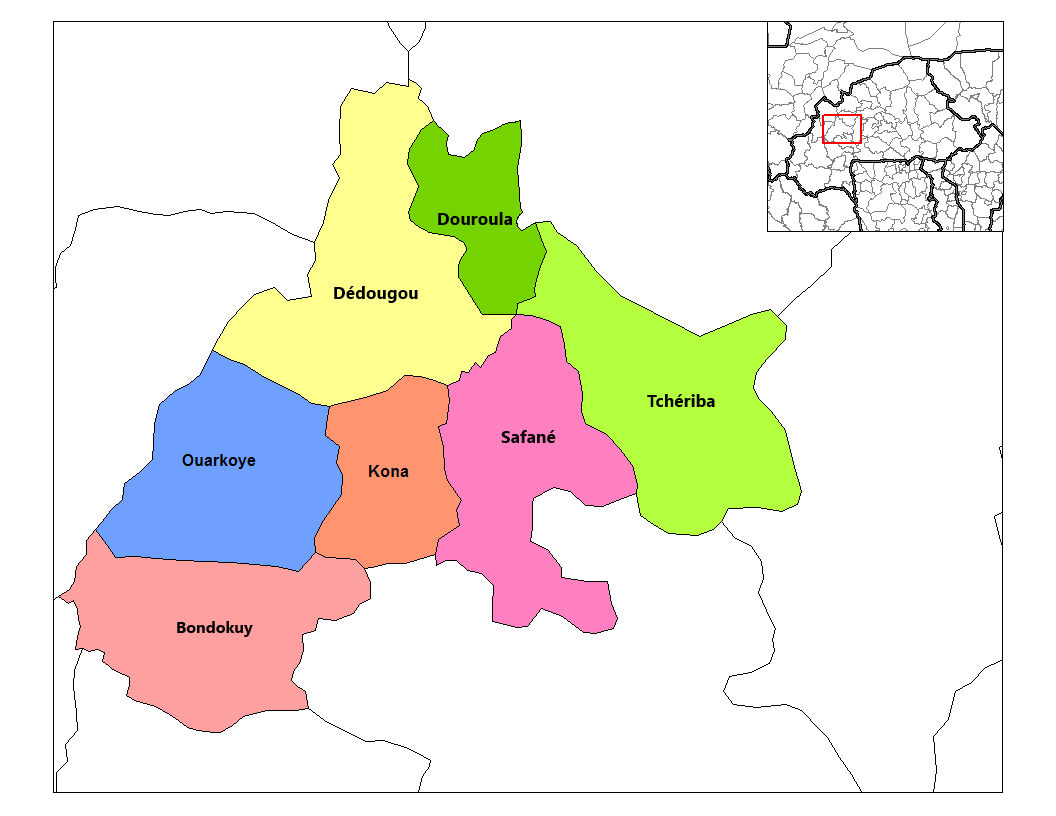
ムフン県の郡

| 郡           | 郡都                  | 2006年の人口 |
| ------------ | --------------------- | ------------ |
| ボンドクイ郡 | ボンドクイ            | 51,174       |
| デドゥグ郡   | デドゥグ              | 86,324       |
| ドゥルラ郡   | ドゥルラ              | 12,806       |
| コナ郡       | コナ (ブルキナファソ) | 19,585       |
| ウアルコワ郡 | ウアルコワ            | 38,938       |
| サファネ郡   | サファネ              | 49,383       |
| チェリバ郡   | チェリバ              | 39,778       |

## 地理
- 北：スル県
- 北東：ナヤラ県
- 東：サンギエ県
- 南東：バレ県
- 南：トゥイ県
- 南西：フエ県
- 西：バンワ県
- 北西：コッシ県

## 教育
2011年時点で、210の小学校と34の中学校が有った。

## 医療
2011年時点で27の診療所が有り、7人の医者と151人の看護師が居た。

## 人口
- 都市化率：12.7%
- 男女比：99.6[1]